# سيليكون (مركب كيميائي)

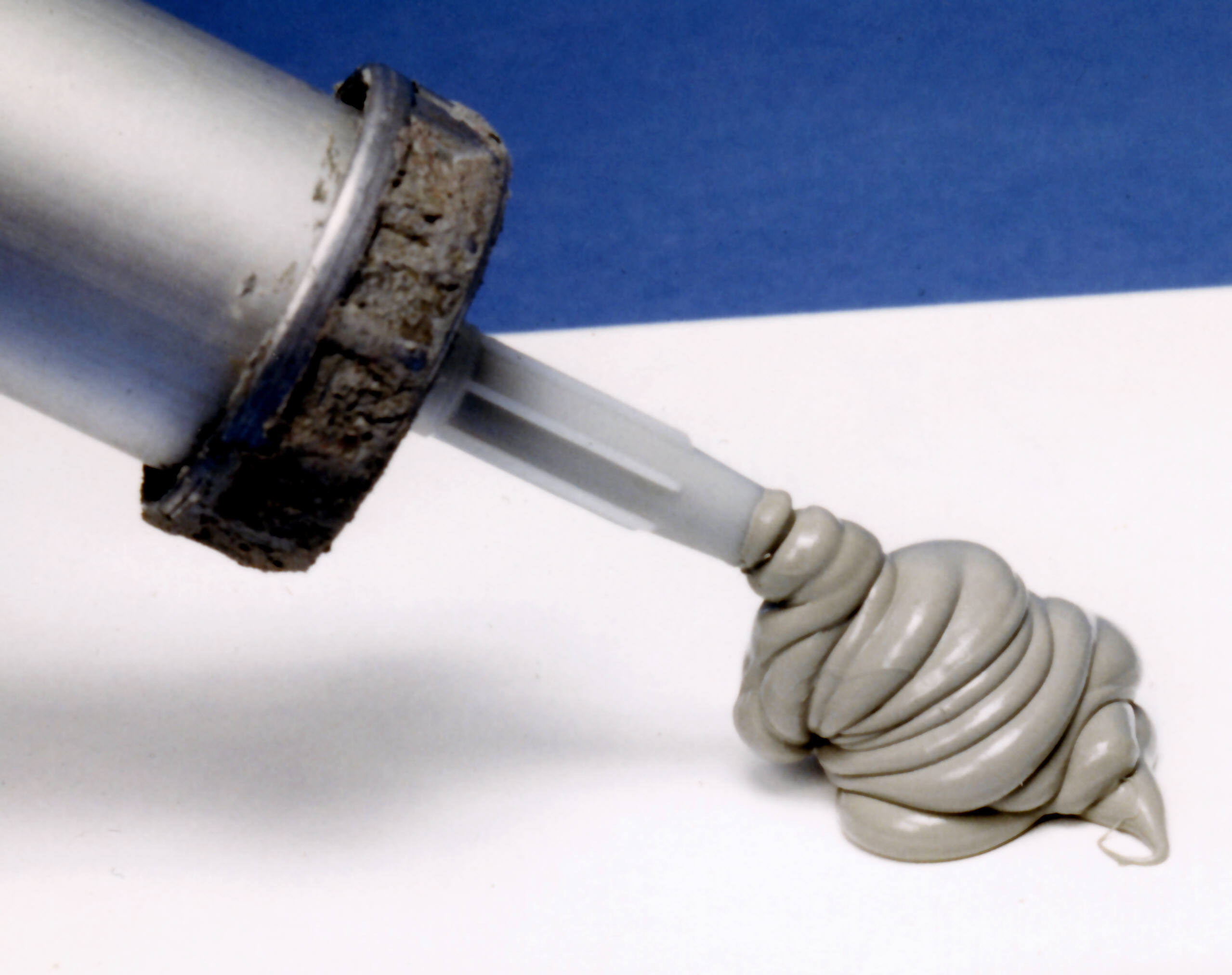
مركب السيليكون يمكن استخدامه كأساس لسد ومنع تسرب الماء أو اختراق الهواء.

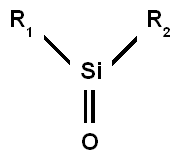
مجموعة سليكْوُون.

السيليكونات (بالإنجليزية: Silicones) أو بوليسيلوكسينات (بالإنجليزية: Polysiloxanes) أو الكُثابيَّات هي بوليمرات غير عضوية تحتوي على عمود فقري من سليكون-أكسجين (...-Si-O-Si-O-Si-O-...) مع مجموعات جانبية مرتبطة بذرات السليكون.

## خواص السيلكون
وتوجد على شكل زيوت أو شحوم أو لدائن، وتستخدم في صنع المواد اللاصقة وزيوت التشحيم والمطاط الصناعي.
السيليكون مادة كيمائية هلامية الشكل يكثر استخدامها في عمليات الحشو والتكبير أو التضخيم تحقن تحت الجلد. أظهرت الدراسات بأن مثل هذه العمليات ليست سليمة تماما حيث قد تظهر لها آثار جانبية قد تؤدي إلى التشوه أو حتى الموت.
يستخدم السليكون كمادة لاصقة باستخدام الحرارة أو بدون استخدام الحرارة بالاعتماد على التركيبة الكيمائية والغرض المستخدم له.
أدخل استخدام حشوة السليكون في منع الارتجاج أو لامتصاص الصدمات كأن توضع في أحذية الرياضين تساعدهم عند القفز وتأثيره على الارتجاج الذي قد ينتقل للرأس ويسبب ارتجاجا بالمخ أحيانًا.
للسليكون استخدامات أخرى كثيرة في الشرائح الإلكترونية وأشباه الموصلات.

## اكتشافها
من مكونات السيليكون، السياليسيا (ثنائي أوكسيد السيليكون)، التي كانت معروفة في القرون الوسطى، عرفها الكيميائيون آنذاك، لكونها كثيرة التواجد في المعادن. وقد استخلص السيليكون لأول مرة عام 1824 العالم السويدي برزيليوس. وقد وجد أن الفسفور يساعد في بناء جدران الخلايا وتكوين الأنسجة التي يتألف منها القلب، والدماغ، والعضلات والكلى، ولا بد منه لتفكيك الكربوهيدرات، والبروتينات، والدهنيات واستخراج الطاقة منها، وهو ضروري أيضًا لمستوى الحموضة في الدم.

## إنتاجه
يتم استخلاص السيليكون عن طريق اختزاله بواسطة الكربون في أفران حرارية كهربائية
SiO2 + C → Si + CO2
يدخل السيليكون على شكل قطع إلى الفرن بعد تنقيته من بعض الشوائب، حيث يتم إحمائه بواسطة أقطاب كهربائية إلى 3000° مئوية، ثم يجمع السيليكون السائل في جيوب خاصة ويتم مزجه مع الهواء لأكسدة الشوائب، ويتم تبريده عن طريق وضعه في قوالب أفقية

### تحضيره للصناعات الإلكترونية

#### تحضير السيليكون النقي
يتم عن طريق تفاعل (SiHCl₃) أو رباعي كلوريد السيليكون أو رباعي يوديد السيليكون، عن طريق تفاعله مع حامض الهيدروكلوريك عند درجة حرارة 300° مئوية، ثم يسخن إلى درجة 950° مئوية في وجود الهيدروجين فنحصل على قطع من السيليكون النقي.

## استخدامه في مركباته
- في صناعة الزجاج منذ القدم عن طريق إذابة السيليكا مع كربونات الكالسيوم وكربونات الصوديوم.
- رمال السيليكا تدخل في تكوين خزف.
- الكوارتز يكون بلورات وهو يستخدم كمادة شفافة مثل زجاج الكريستال، المحتوي على أملاح الرصاص ويستخدم في صناعة المصابيح الكهربائية والنجف.
- تستخدم السيليكا الناعمة في صناعة الخرسانة.
- سيليكات الكالسيوم هي إحدى مكونات الأسمنت.

## طالع أيضًا
- عملية مولر-روتشو
- لاصق حراري